# Mostra Internacional de Mim a Sueca

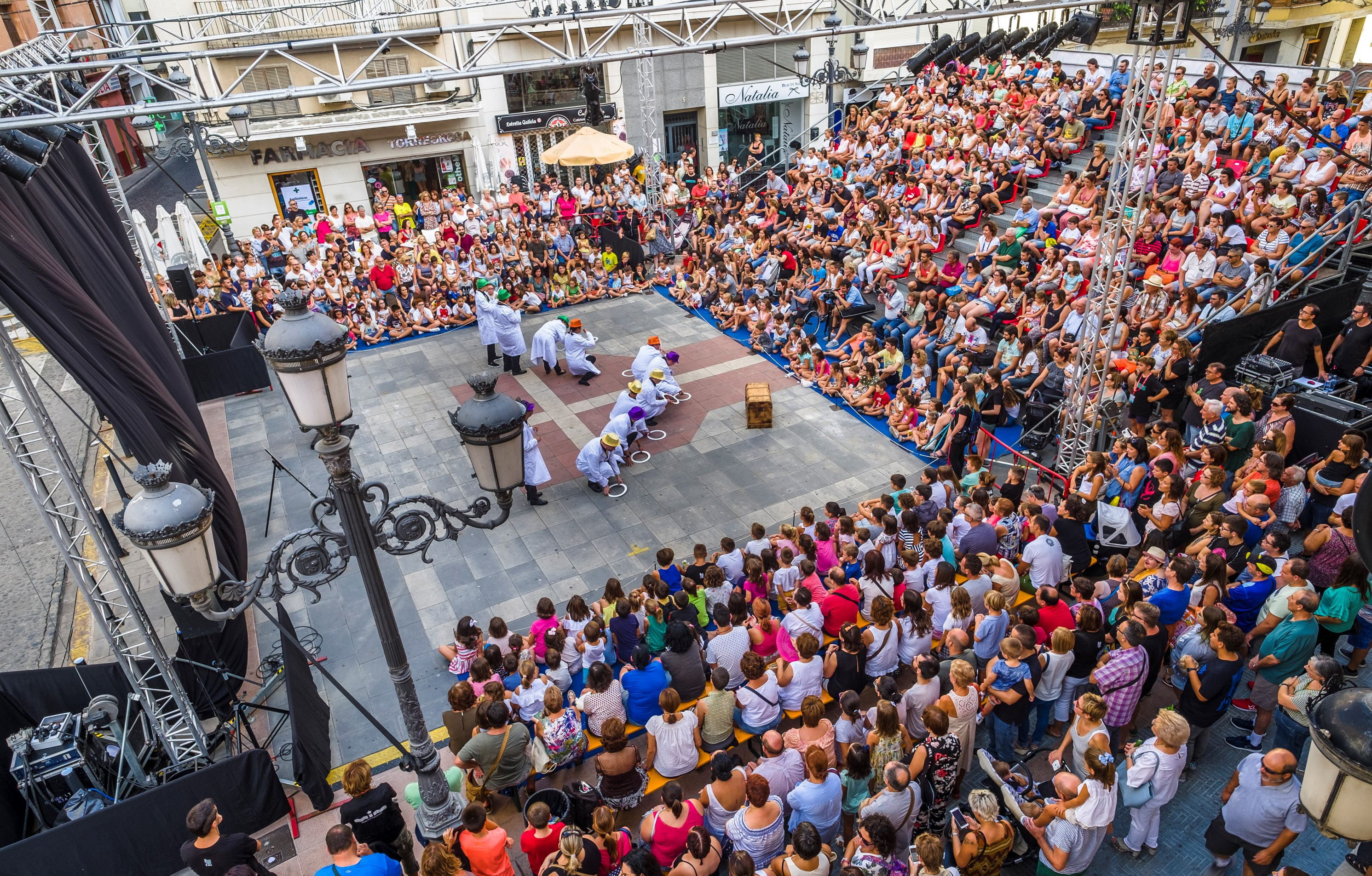
La companyia teatral "Finestra Nou Circ" amb "Circo diverso, la fórmula de la felicidad" a la Plaça de l'Ajuntament de Sueca en l'edició 28a. de la Mostra Internacional de Mim.

La Mostra Internacional de Mim a Sueca o MIM Sueca és el festival d'espectacles que es basa en el gest, la gestualitat, el mim, el cos i el moviment dels intèrprets (ja siguen espectacles de sala com de carrer, nacionals i internacionals). Se celebra a la capital de la Ribera Baixa, Sueca (País Valencià) des de 1989 fins a l'actualitat, al voltant de cada tercera setmana de setembre. L'esdeveniment atrau desenes de milers de persones de diverses nacionalitats i edats, que es reuneixen per gaudir i participar de la programació del festival.

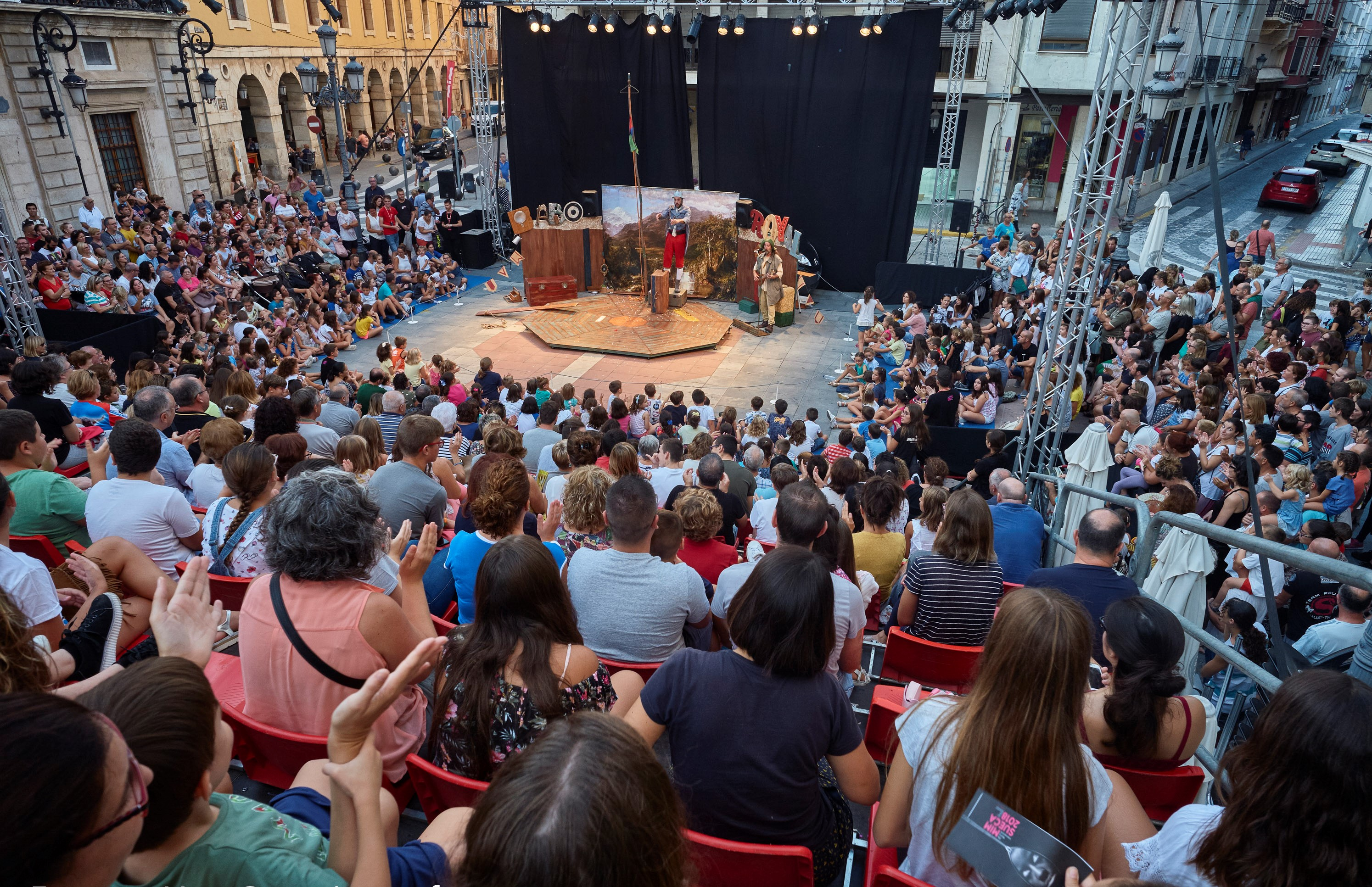
"Babo royal" de la companyia "Ganso & Cía" a l'escenari de la Plaça de l'Ajuntament de Sueca durant la 29a. edició de la Mostra Internacional de Mim.

## El festival
La Mostra Internacional de Mim a Sueca se celebra durant la tercera setmana de setembre amb una durada de 4 a 5 dies que finalitzen en cap de setmana. Ve precedida per les Festes Majors de Sueca i seguida del festival CIM (Cinema Internacional de Merda de Sueca).
El festival també adquireix una vessant formativa, programant cursos, classes i formacions dirigides a artistes i intèrprets de les arts escèniques, conduïdes per mestres professionals de l'àmbit nacional i internacional de prestigi com Jacques Lecoq, Yves Lebreton, Jerry Snell, Andreizj Leparski, Joan Font, Eduardo Haro Tecglen, Carles Santos, Sergi López, Sonja Kehler, Antoio Fava, Eugenio Barba, Jorge Picó, Mauricio Celedón, Yves Marc, Claire Ducreux, etc. D'alguna forma La Mostra Internacional de Mim ha sabut conjuminar la vessant d'oci i gaudi amb una dimensió pedagògica i artística.
El MIM Sueca presenta una programació oficial que es complementa amb una programació Off Mim (espectacles i esdeveniments culturals fora de la programació oficial organitzada pel festival, que duen a terme comerços locals i altres col·lectius amb el suport del MIM). Aquesta programació té com a destinataris públics de totes les edats amb gustos variats.
El festival té lloc en diversos espais del municipi de la Ribera Baixa, havent espectacles de tipus gratuït i d'altres de sala a preus reduïts i populars; fet que el determina com una proposta cultural i d'oci important al territori, i de vertebració territorial com ha apuntat Raquel Tamarit Iranzo(secretària autonòmica de cultura i esports). Dins del panorama del teatre gestual, la Mostra Internacional de Mim és considerada com el festival més important d'Espanya en la seua categoria  i és també un dels tres festivals més importants d'Europa, juntament amb el London International Mime Festival al Regne Unit i el Festival de Mime Actuel de Périgueux, a França.
L'edició del 30 aniversari comptà amb més de 60 representacions i 28 companyies.

## Història
La mostra va nàixer l'any 1989 de la mà de l'associació cultural Lluna Plena Teatre. Sota la direcció d'Abel Guarinos(actual director general de Institut Valencià de Cultura), les primeres edicions tenien com a finalitat enriquir la programació cultural local i oferir una proposta d'oci diferent, acostant la cultura teatral al municipi valencià mitjançant alguns espectacles. Començà desenvolupant-se en el període d'un cap de setmana, però prompte degut a l'alta demanda i afluència d'espectadors el festival es va veure obligat a ampliar la seua programació fins a aconseguir la durada actual, ampliant els espais i espectacles i començant a adquirir una importància i professionalitat majors. Guarinos, va estar al capdavant de la mostra fins que després de la 25ª. edició a 2015, Joan Santacreu (director de la premiada companyia valenciana, Maduixa Teatre) va assumir la direcció i coordinació artística. Santacreu ha extés el festival de forma internacional aconseguint que edició rere edició, es superen els 22000 espectadors i espectadores (quasi es duplica la població local), amb el rècord a la 30ª. edició, l'any 2019, i fidelitzant el públic i les companyies teatrals, algunes de les quals venen des de diferents països i continents.

## Turisme
El fet que la localitat es trobe situada a tan sols 32 km de la ciutat de València és un reclam turístic que permet la mobilització d'espectadors cap al MIM.

## Educació
De fet, autores com Patricia Pardo han reivindicat a partir de l'anàlisi d'edicions passades de la Mostra Internacional de Mim a Sueca, el feminisme i la necessitat de la presencia de referents femenins en la creació escènica al País Valencià.